# Chris Cerulli
Christopher Thomas Cerulli (Scranton, 17 de octubre de 1986) es un músico estadounidense que actualmente es vocalista y líder de la banda metalcore Motionless in White.

## Carrera musical

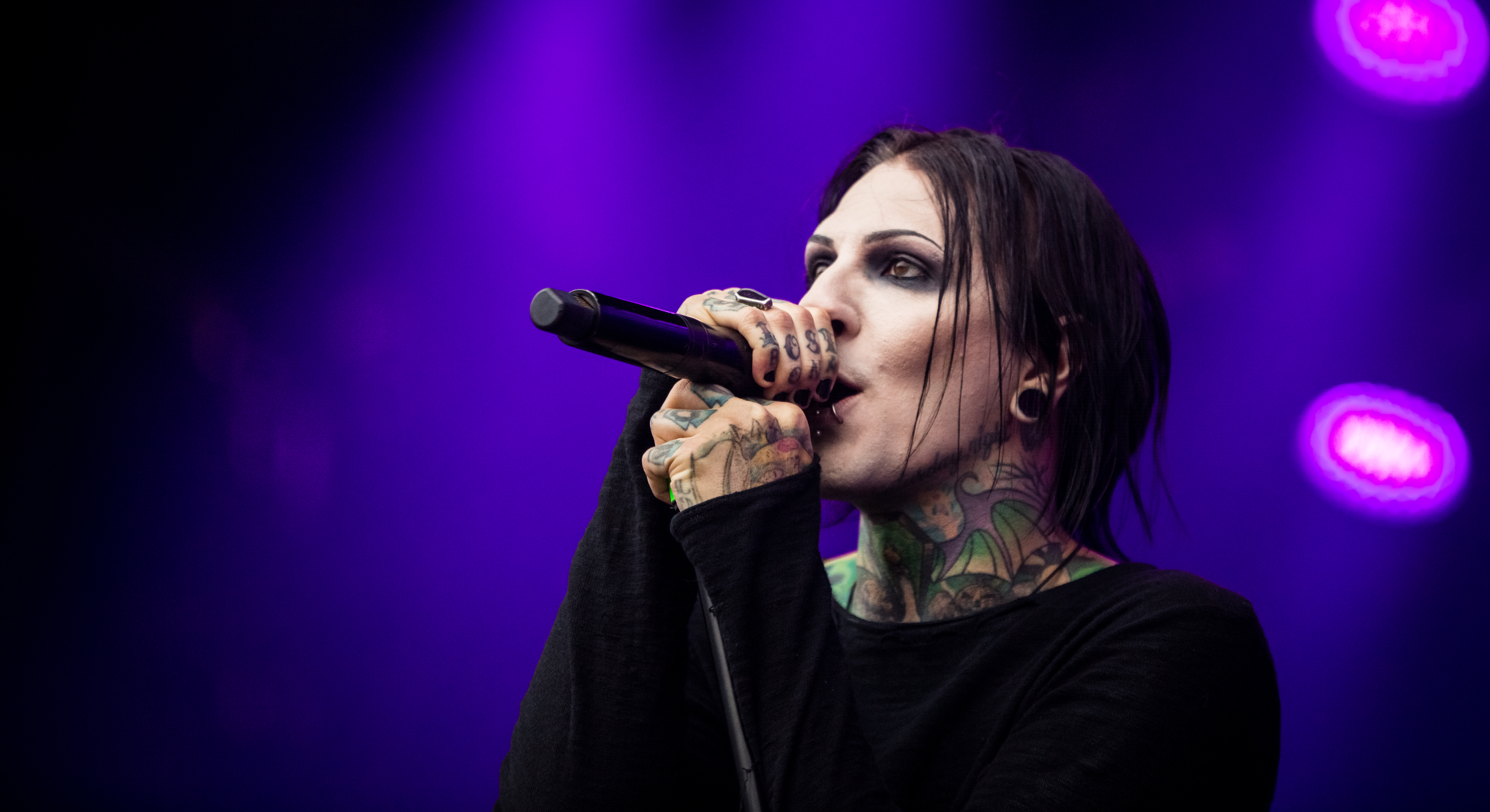
Chris Cerulli - Rock am Ring 2017

Chris Cerulli nace en la ciudad de Scranton el 17 de octubre de 1986. Señala que su mayor influencia fue Davey Havok vocalista de la banda AFI y también dice ser fan de artistas como Marilyn Manson y The Misfits.[cita requerida]
En 2005, estando en el instituto con Angelo Parente, Frank Polumbo y Kyle White, deciden formar Motionless in White lanzando un demo ese mismo año con un estilo pop punk muy diferente al actual. 
Actualmente, Chris es el único miembro original de la banda. Es el líder y fundador de la banda Motionless in White. Además de ser un gran vocalista, se caracteriza por su gran humildad y ser una persona de perfil bajo que siempre ha demostrado un gran aprecio hacia sus fans afirmando que tiene a los mejores fans del mundo.
Ha compuesto cinco álbumes de estudio (Creatures, Infamous, Reincarnate, "Graveyard Shift", "Disguise", "Scoring the End of the World"), dos EP (The Whorror y When Love Met Destruction) y una demo llamada "Motionless In White".
Chris Motionless ha sido un straight edge toda su vida. Le gustan los animales y fue vegetariano por un tiempo, pero lo dejó debido a las dificultades dietéticas durante las giras. Actualmente es vegano.

## Discografía

### Motionless in White
Álbumes de estudio
- 2010 - Creatures
- 2012 - Infamous
- 2014 - Reincarnate
- 2017 - Graveyard Shift
- 2019 - Disguise
- 2022 - Scoring the End of the World

EP
- 2005 - Motionless In White (demo)
- 2005 - The Whorror
- 2009 - When Love Met Destruction

### Apariciones en vídeos
| Año  | Canción          | Álbum                                  | Artista           |
| ---- | ---------------- | -------------------------------------- | ----------------- |
| 2010 | Love Story       | Go Ahead You Try It!                   | Sky Tells All     |
| 2012 | A New Beginning  | To Keep Us Safe                        | Upon This Dawning |
| 2013 | Angel Eyes       | Victim to Villain                      | New Years Day     |
| 2013 | Forbidden Planet | Lost Skeleton Returns                  | Michale Graves    |
| 2013 | Whore            | Blood                                  | In This Moment    |
| 2016 | INSIDE OF ME     | Apocaliptica                           | VAMPS             |
| 2016 | Pay To Play      | This Is Where Death Begins             | Combichrist       |
| 2024 | Slaughterhouse 2 | You Won't Go Before You're Supposed To | Knocked Loose     |
| 2025 | Witness the End  | Lonely God                             | Fit for a King    |